# Белов, Сергей Олегович
Сергей Олегович Белов (19 марта 1971, Краснодар, Россия) — российский живописец, график.
Работы находятся в Музее Истории города Москвы, в Музее Святого Эчмиадзина (Армения), в собрании графа А.W. Faber-Castell (Германия), в Музее им. М. Ю. Лермонтова (г. Заречный), в Музее Российской академии живописи, ваяния и зодчества, во многих частных коллекциях и галереях России и за рубежом.

## Биография
В 1990 году окончил с отличием Краснодарское художественное училище. В 1998 году окончил Московский государственный академический художественный институт имени В. И. Сурикова (монументальное отделение) и стал стипендиатом Министерства культуры Российской Федерации за дипломную картину «Московский вечер».
С 2001 — член Международного Художественного Фонда.
С 2004 — член Московского Союза художников.
В 2010 году создал студию живописи, где преподаёт живопись и графику.
С 2012 года преподаёт живопись во Всероссийском государственном университете кинематографии имени С. А. Герасимова.

## Творчество
Главная тема работ художника — жизнь мегаполиса, сосуществование и взаимоотношения огромного количества людей, домов, разнообразных вещей и растений. Его работам свойственна фрагментарность восприятия и театральность композиции. Сцены повседневности и быт в картинах художника становятся занимательными красивыми или возвышенными, а предметы, порой, меняются местами с людьми, становясь главными героями.
Художник в сюжетных полотнах и, конечно, портретах показывает своих персонажей максимально близко к зрителям. Кажется, что его больше интересуют живописные возможности современных материалов и изображение второстепенных деталей. Но кажущиеся случайными эти подробности из жизни затем обобщаются в узнаваемые художественные и аллегорические образы. Реже всего художник изображает на холсте что-то подсмотренное в жизни. Скорее всё происходит совсем наоборот — сначала придумывается сцена, расположение фигур, а уже потом подыскиваются модели, которых художник хочет изобразить в конкретной сцене.
«Написание картины, в моем понимании, похоже на создание фильма, когда вначале рождается сюжет, выбираются актеры. А затем на плоскости холста располагаются люди и вещи, похожие и совершенно противоположные персонажи». С. О. Белов.
Согласно книге «Сергей Белов», издательство «Белый Город», 2012 г., творчество художника можно разделить на следующие серии:

### Серия «Среда обитания»
Картины из этой серии рассказывают о городе посредством самого города и его жителей.
«В каждой стране, в каждой культуре есть определённые символы, сложившиеся в течение многих веков. Но кроме общепринятых символов, у каждого человека есть свои, собственные, связанные с личными ощущениями и жизненным опытом. Когда из большого количества разных деталей, окружающих нас, отбираются для изображения на холсте только некоторые, именно они и становятся символами. Конечно же, выбор этих деталей не случаен, даже если это происходит интуитивно. Отражённый дом, заголовок газеты, ключ, булавка и горсть гвоздей — все вместе они могут рассказать на холсте целую историю. Не обязательно, что все прочитают её однозначно, потому что опять же у каждого смотрящего есть свои представления о символике». С. О. Белов

### Серия «Город дорог»
Эта серия объединяет работы которые так или иначе говорят о дорогах: дорогах города по которым люди спешат в разные стороны и о жизненных путях и судьбах, которые пересекают людей или ведут их разными дорогами.

### Серия «Предчувствие цвета»
Серия графики, в которой Сергей Белов выстраивает необычный ряд из предметов домашнего обихода, растений, животных, где человек присутствует лишь опосредованно.
«Графика — это огромный мир, не менее интересный или многообразный, чем живопись. Рисование карандашом для меня является и способом изучения изображаемого предмета, и возможностью сочинить некую историю, и просто отдыхом от живописи. В графике больше условности. Какую-либо мысль можно попробовать представить в виде ритма чёрных и белых силуэтов, довести её до своеобразного логотипа». С. О. Белов.

### Серия Communication
Серия работ, появившихся благодаря заграничным путешествиям Сергея по Европе и Америке.

### Серия «Домой»
Работы о формуле счастья, о семейных ценностях.

## Выставки
Персональные выставки:
«Дебют», Центральный выставочный зал города Краснодара (1995); «Мотивы», Выставочный зал «Измайлово», Москва (1998); «Перекрёсток», «Приручение цветка», «Теплотрасса», Центральный дом художника, Москва (2003, 2005, 2006); «Растущий из Земли», Международный выставочный центр «ИнфоПространство», Москва (2006); «Выбор», XI Московский международный форум художественных инициатив, Новый Манеж, Москва (2006).
Аукционы:
«Sotheby’s — ArtLink», Тель-Авив (2001); «Sotheby’s — ArtLink», Нью-Йорк (2001); «Selected Finalists 1998—2002», «ArtLink@Sotheby’s» (2003); «Международный благотворительный аукцион», Москва (2005); «Русское искусство середины XX — начала XXI века», Международная конфедерация союзов художников (2007).
Музейные и групповые выставки:
«Власть и город», Музей Истории города Москвы, Москва (2001); проекты «Город дорог», «Археология мегаполиса» в рамках Международных художественных салонов, Центральный дом художника, Москва (2002, 2011); «Русское лето в Санта-Фе», США (2004); «Power», Московский музей современного искусства (2006); «Современная фигуративная живопись», Medici Gallery, Лондон; «Современные художники Москвы», Музей города Афины, Греция (2008); «Семейный портрет от абстракции до реализма», Государственный выставочный зал «Галерея Беляево», Москва (2008); «Europ’art’09», Женева, Швейцария (2009); «Конкурс-выставка имени В. Попкова», Международный художественный фонд, лауреат конкурса (2009); «Неизвестные сокровища» из коллекций и новых поступлений Музея Истории города Москвы (2010); «Охотники на снегу», Республиканские художественные музеи: Йошкар-Ола, Ижевск, Кировский художественный музей им. Васнецовых (2011); «Арт-Манеж», Москва (2009, 2011); «Московская палитра» из коллекции музейного объединения «Музей Москвы», Манеж, Москва (2012).